# Marszal Baghramian
Marszal Baghramian (orm. Մարշալ Բաղրամյան, pol. Marszałek Bagramian) – stacja metra w Erywaniu, należąca do najstarszego odcinka tej linii, oddanego do użytku w marcu 1981. Początkowo stacja nosiła nazwę Saralandzhi. Obecną nazwę nosi od 1982 roku, upamiętnia ona marszałka Iwana Bagramiana. 